# 1905.
◄ | 19. stoljeće | 20. stoljeće | 21. stoljeće | ►
◄ | 1870-ih | 1880-ih | 1890-ih | 1900-ih | 1910-ih | 1920-ih | 1930-ih | ►
◄◄ | ◄ | 1902. | 1903. | 1904. | 1905. | 1906. | 1907. | 1908. | ► | ►►
Arhitektura • Astronomija • Biologija • Film • Fotografija • Glazba • Kazalište • Kemija • Kiparstvo • Knjige • Književnost • Kršćanstvo • Meteorologija • Medicina • Planinarstvo • Politika • Pravo • Promet • Slikarstvo • Strip • Šport • Televizija • Znanost • Zrakoplovstvo • Željeznički promet
1905. (rim. MCMV) bila je četvrta godina 20. stoljeća.

## Događaji
- 2. travnja – Otvoren željeznički tunel ispod Alpa „Simplon” kojim su povezane Švicarska i Italija.
- 4. travnja – U potresu u Lahoreu, tada dijelu Britanske Indije, poginulo oko 19000 ljudi.
- lipanj – Pobuna ruskih mornara na oklopnjači Potemkin.
- 18. studenoga – Danski princ Karlo postaje kralj Haakon VII. od Norveške.
- 28. studenoga – Arthur Griffith osnovao u Dublinu stranku Sinn Féin, čiji je glavni zadatak bila borba za osamostaljenje Irske od Velike Britanije.

nepoznat nadnevak
- Osnovan nogometni klub HŠK Zrinjski Mostar
- Osnovan nogometni klub Chelsea
- Izložbom u Parizu osnovan umjetnički pravac fovizam.
- U Francuskoj je objavljen Binet-Simonov test inteligencije.
- Osnovana je ljevaonica Dalit u Daruvaru.[1]
- Osnovana je hrvatska tvornica keksa i vafla Koestlin.[2]
- Osnovana je Kongregacija Svetih Anđela čuvara u Korčuli.

## Rođenja

### Siječanj – ožujak
- 15. siječnja – Anton Dolenc, hrvatski elektrotehnički stručnjak, inženjer elektrostrojarstva i izumitelj († 1984.)
- 19. ožujka – Albert Speer, njemački arhitekt i nacistički ministar naoružanja († 1981.)
- 23. ožujka – Joan Crawford, američka glumica († 1977.)

### Travanj – lipanj
- 30. travnja – Ante Ivanišević, hrvatski kipar († 1969.)
- 15. svibnja – Joseph Cotten, američki glumac († 1994.)
- 16. svibnja – Henry Fonda, američki glumac († 1982.)
- 19. svibnja – Mario Martinolić, hrvatski antifašist († 1943.)
- 13. lipnja – Ivana Fišer, prva hrvatska dirigentica († 1967.)
- 21. lipnja – Jean-Paul Sartre, francuski filozof i književnik († 1980.)
- 22. lipnja – Romano Amerio, švicarski teolog, filozof i publicist († 1997.)

### Srpanj – rujan
- 25. srpnja – Elias Canetti, austrijski književnik († 1994.)
- 29. srpnja – Dag Hammarskjöld, švedski političar; dobitnik Nobelove nagrade za mir 1961. godine († 1961.)
- 12. kolovoza – Hans Urs von Balthasar, švicarski katolički teolog († 1988.)
- 25. kolovoza – Sveta Faustina Kowalska, poljska katolička svetica († 1938.)
- 17. rujna – Vladan Desnica – hrvatski književnik († 1967.)
- 18. rujna  – Greta Garbo, švedska glumica († 1990.)
- 27. rujna – Vjekoslav Kaleb, hrvatski književnik († 1996.)

### Listopad – prosinac
- 2. listopada – Franjo Šeper, hrvatski kardinal († 1981.)
- 23. listopada – Felix Bloch, američki fizičar († 1983.)
- 4. studenoga – Dragutin Tadijanović, hrvatski pjesnik († 2007.)
- 6. prosinca – Tarsilla Ana Osti, hrvatska redovnica i mističarka († 1958.)
- 7. prosinca – Gerard Kuiper, nizozemsko-američki astronom († 1973.)
- 11. prosinca – Eugen Fink – njemački filozof († 1975.)

## Smrti

### Siječanj – ožujak
- 24. ožujka – Jules Verne, francuski književnik (* 1828.)

### Travanj – lipanj
- 26. travnja – Franjo Glad, hrvatski (međimursko-kajkavski) pisac (* 1846.)
- 6. svibnja – Skender Fabković, pedagog, pisac i novinar (* 1826.)
- 8. svibnja – Josip Juraj Strossmayer, biskup, političar, kulturni djelatnik i pisac (* 1815.)

## Nobelove nagrade
- Fizika: Philipp Lenard
- Kemija: Johann Friedrich Wilhelm Adolf von Baeyer
- Fiziologija i medicina: Robert Koch
- Književnost: Henryk Sienkiewicz
- Mir: Bertha von Suttner

## Vanjske poveznice
|  | Zajednički poslužitelj ima još gradiva o temi 1905. |